# 青木湖

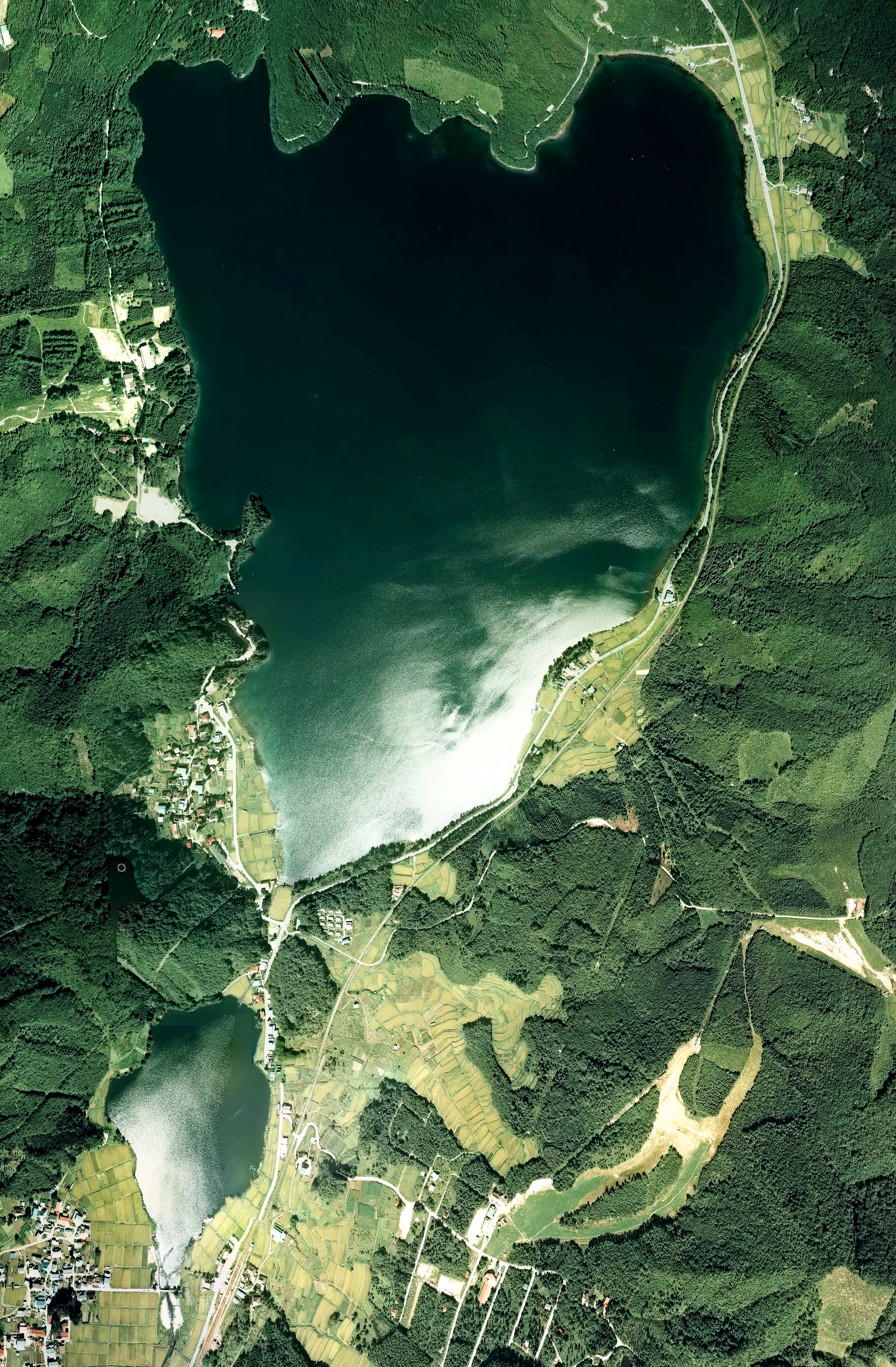
青木湖と中綱湖（左下）周辺の空中写真。
1977撮影の6枚を合成作成。
。

青木湖（あおきこ）は、長野県大町市北部にある湖である。仁科三湖のうち最も北に位置し、最大の面積をもつ。

## 地理
- 面積は1.7km2で、長野県内では諏訪湖・野尻湖についで3番目、全国では59番目の広さ、標高822m、周囲長6.5km、全面結氷はしない、貧栄養湖で透明度9.8m[2]。西側には北アルプスがある。透明度が高く、水深58mは長野県内で最も深い。流入河川が無いにもかかわらず水位が維持されていることから、湖底にかなりの量の湧水があると考えられている。流出河川は農具川で中綱湖、木崎湖へと繋がる。
- 青木湖の北側に広がる佐野坂峠は、姫川水系と信濃川水系の分水嶺。

## 歴史
- 糸魚川静岡構造線による地溝上にできた断層性構造湖で、約3万年前に発生した西側の山の大規模な斜面崩落による谷（かつての姫川）の堰止めにより形成されたと考えられている[3][4]。その痕跡の馬蹄形地形を白馬佐野坂スキー場に、崩落した土砂は湖北側の佐野坂丘陵として現在も見ることができる[5]。
- 1954年（昭和29年）、長野県による青木湖総合開発事業が完成し、青木湖の水が灌漑や水力発電に利用されるようになった。高瀬川の支流・鹿島川の水を湖畔にある昭和電工の青木発電所を経て青木湖に流入させ、水温を上昇させた上でくみ上げ、鹿島川流域の農地に配水する。もともと鹿島川の水は農業用水として利用するには冷たい（農具川と比べ水温が10℃も低い）という問題を抱えていたが、この開発によって解消された。このほか、昭和電工の常盤・広津発電所にも送水している[6]。
- 1975年（昭和50年）1月1日午前11時20分頃、24名の犠牲者を出した「青木湖バス転落事故」が発生した。湖畔の市道を走行していたホテルのスキー客送迎バスが急カーブで運転を誤り同湖に転落したものである。助かった乗客の多くは車体後部におり、前部にいた者ほど犠牲が多かった。
- 1976年公開の「犬神家の一族」の、「湖面から逆さに突き出す両足」は、青木湖で撮影されたものである。

## 特徴
- 夏は釣りやキャンプで、冬はスキーなどで賑わう。
- 冬季には河川流量の減少や発電・農業用水路の取水量の増加による水位低下が問題となっている[7]。そのため大町ダムで1月上旬から3月下旬にかけて追加放流を行って水位低下を緩和している[7]。
- ブラックバスなどの定着も問題となっている。
- 周囲はミズナラ、ナナカマドの自然林のほか、シナノザクラやエゾヤマザクラの自生地として知られる。

## 周辺
- 国道148号
- 大糸線ヤナバスキー場前駅（2019年3月16日廃駅[8]）
- ヤナバスキー場
- サンアルピナ青木湖スキー場

## 参考画像

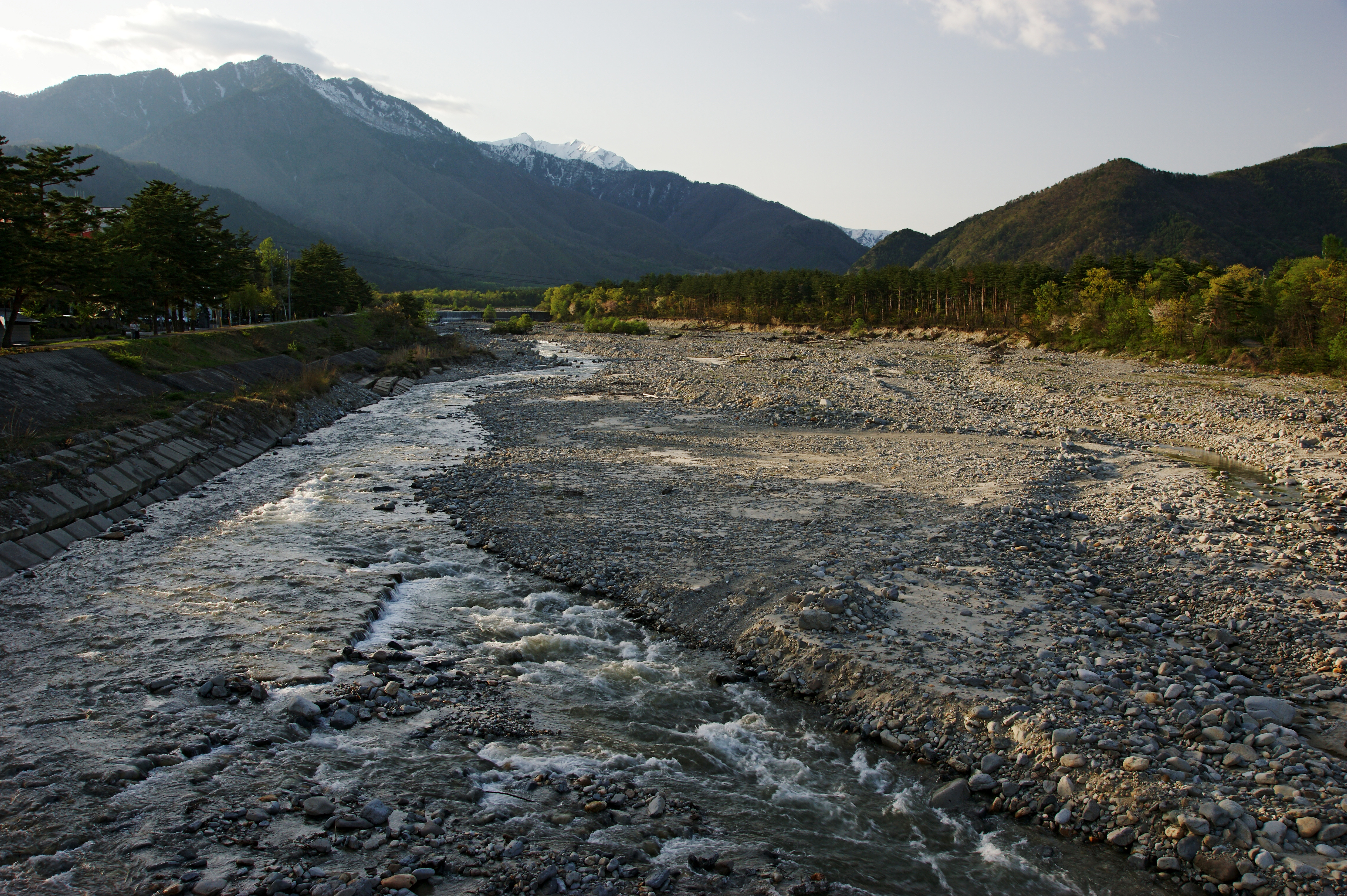
鹿島川
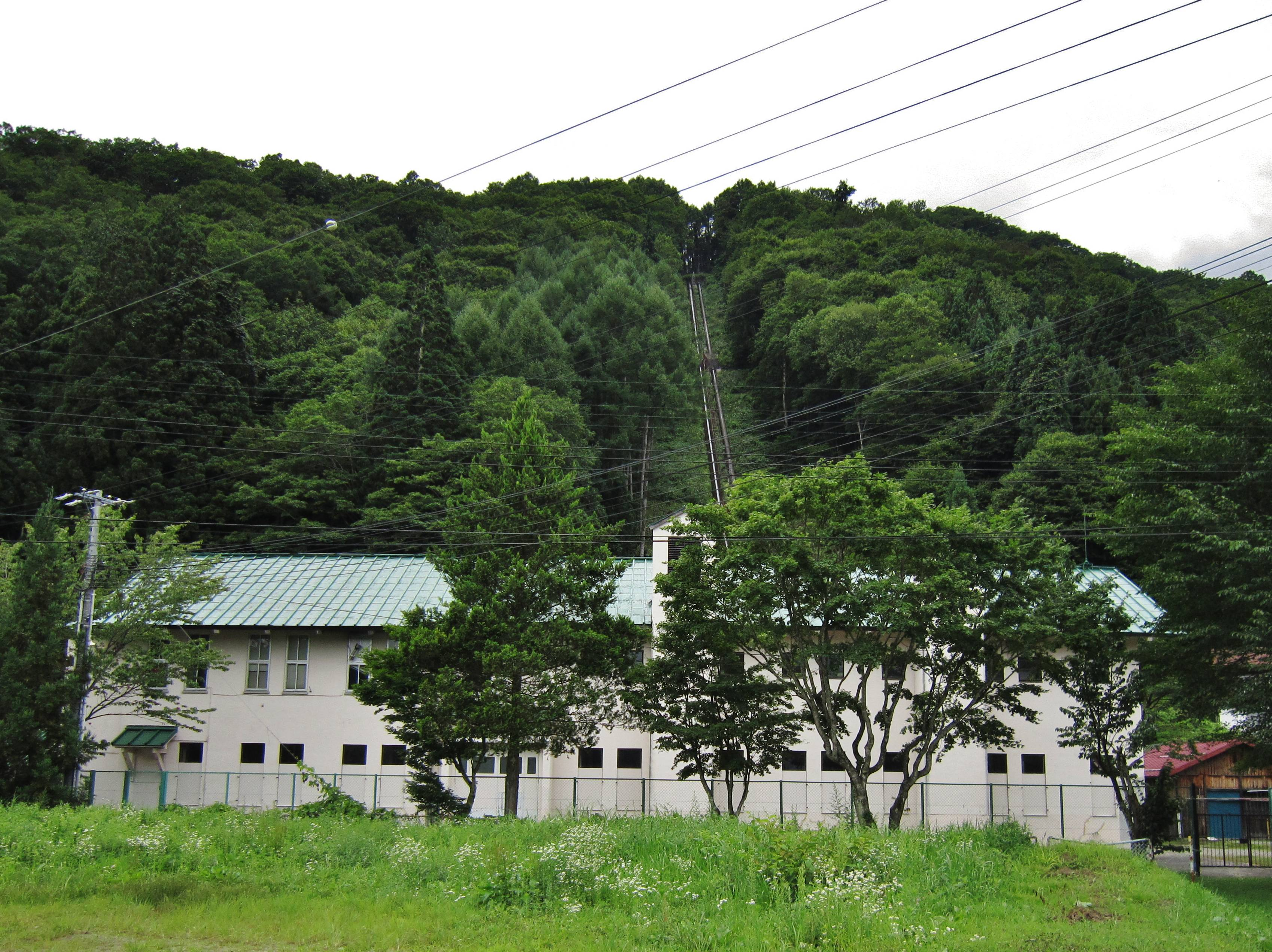
昭和電工青木発電所
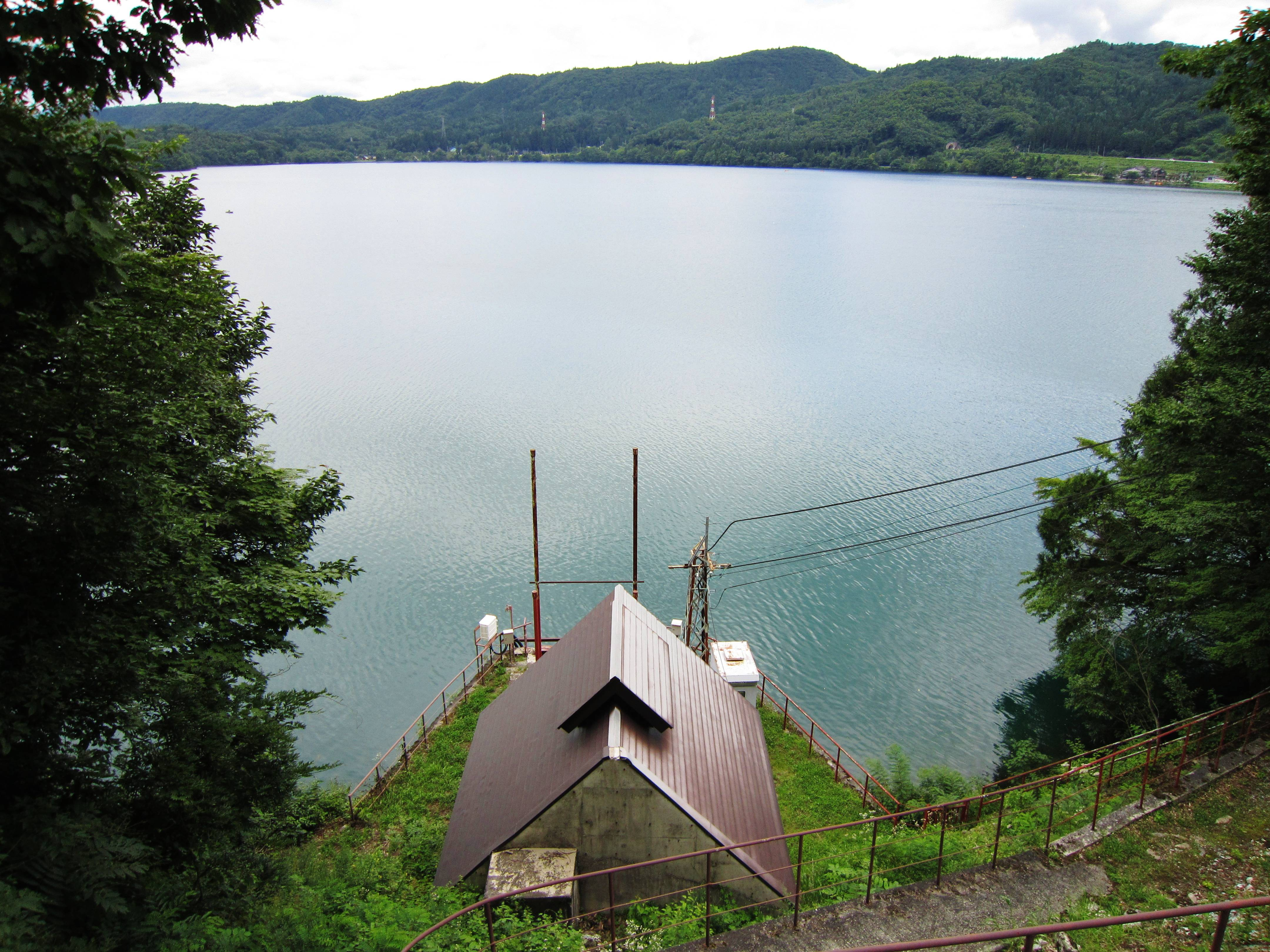
青木湖取水口
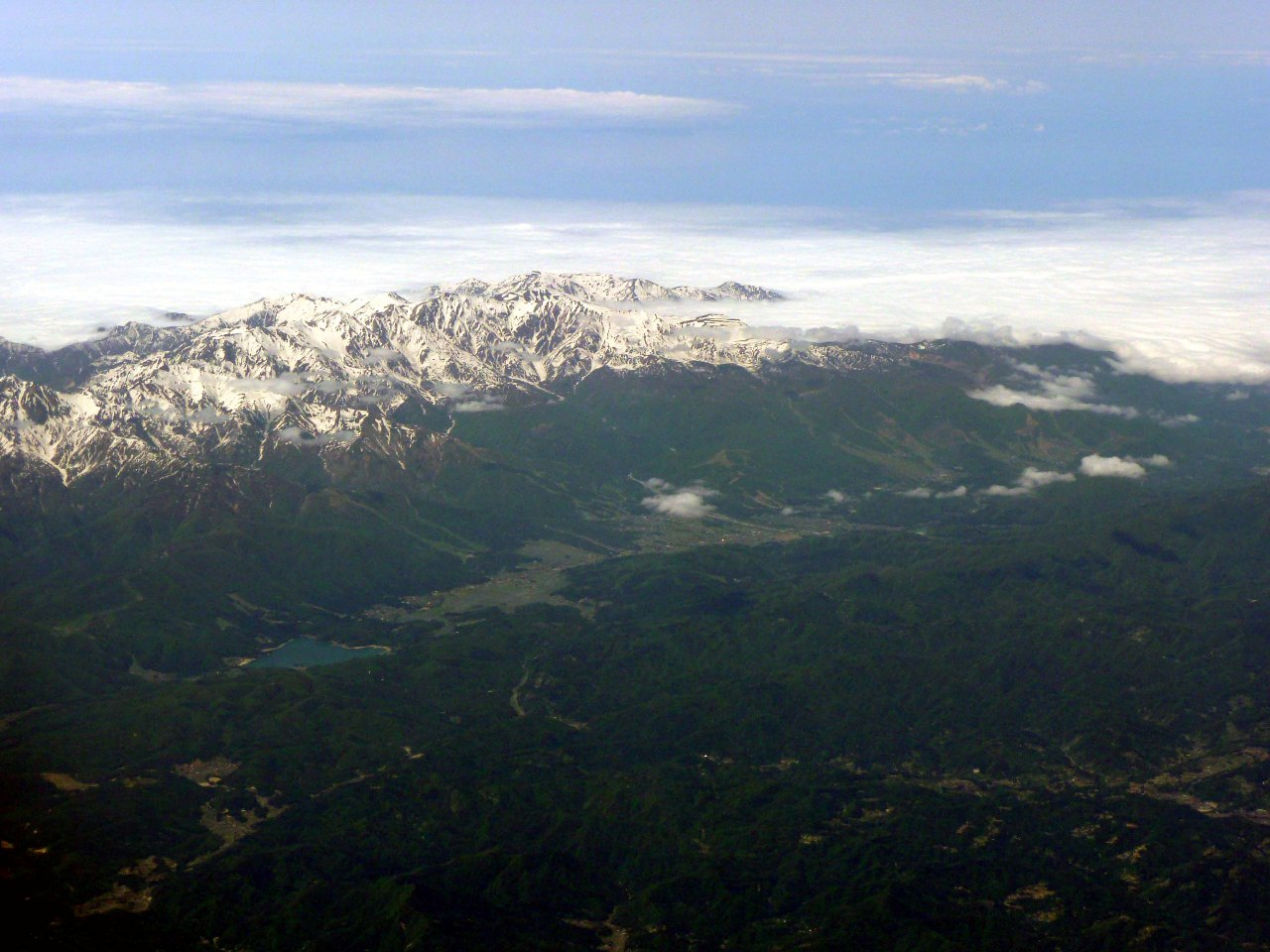
青木湖と白馬盆地、白馬連峰
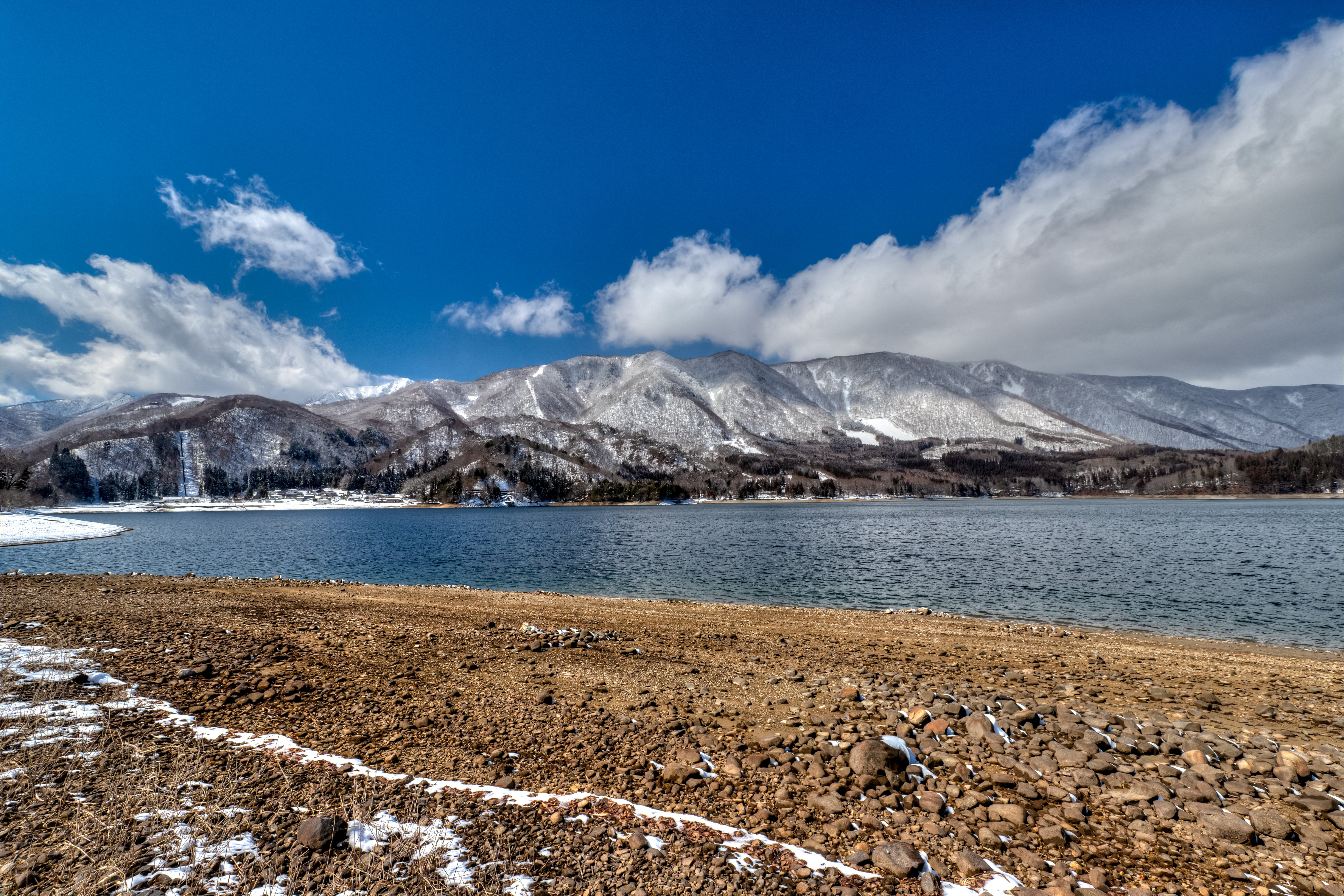
水面低下した冬の青木湖
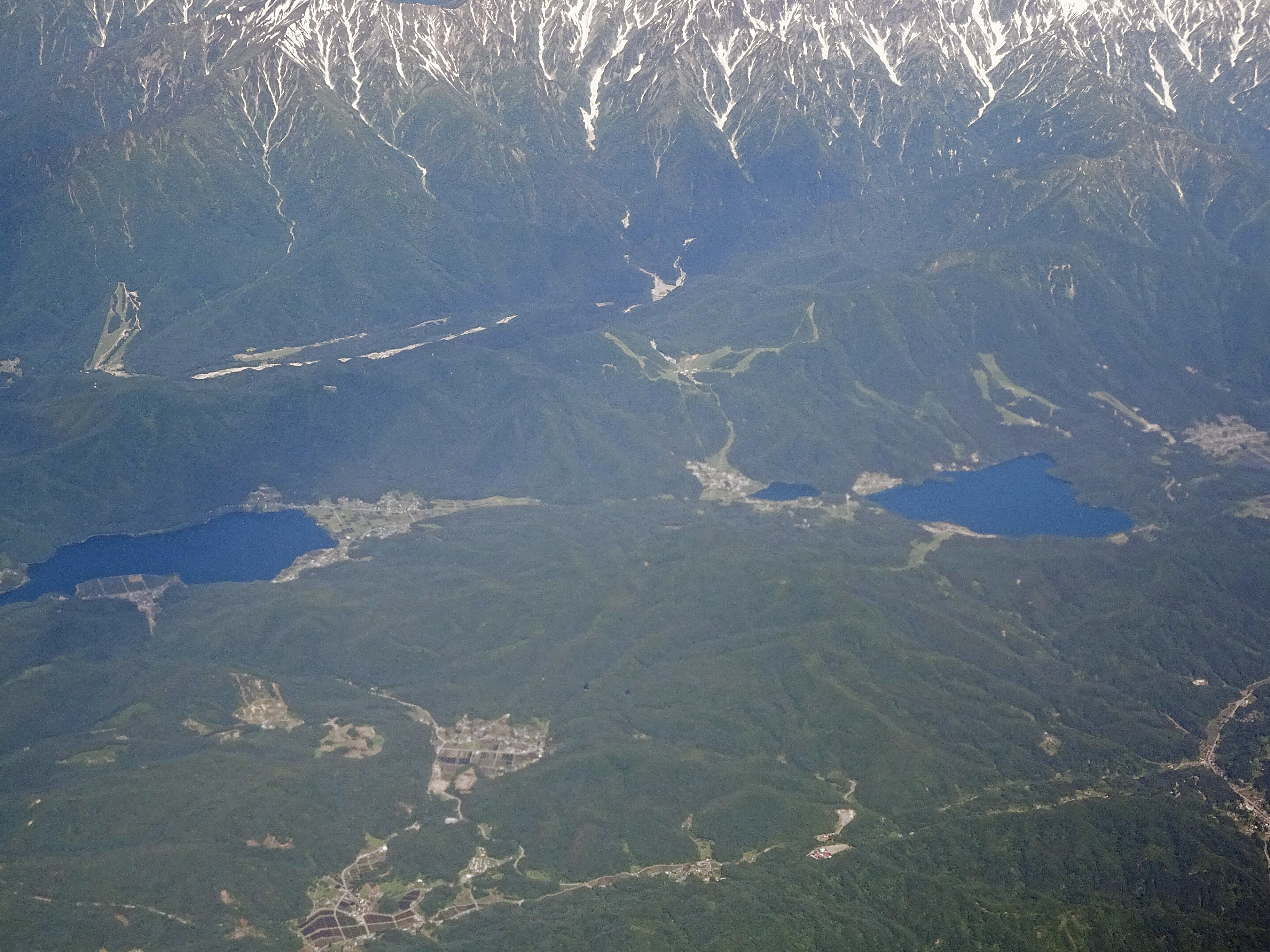
空撮した木崎湖（左）と青木湖（右）